# Festhalle
Le Festhalle est une salle qui accueille diverses manifestations artistiques, commerciales et sportives située dans le quartier francfortois de Westend. S'y déroulent notamment des concerts, des expositions, des compétitions sportives.
Sa construction a commencé le 11 juin 1907. Le 19 mai 1909, elle a été officiellement inaugurée par l'empereur Guillaume II. Au moment de son achèvement, la Festhalle était le plus grand dôme d'Europe.

## Événements
- Concert de divers artistes internationaux
- Masters de tennis masculin
- MTV Europe Music Awards